# Bratislava-Petržalka

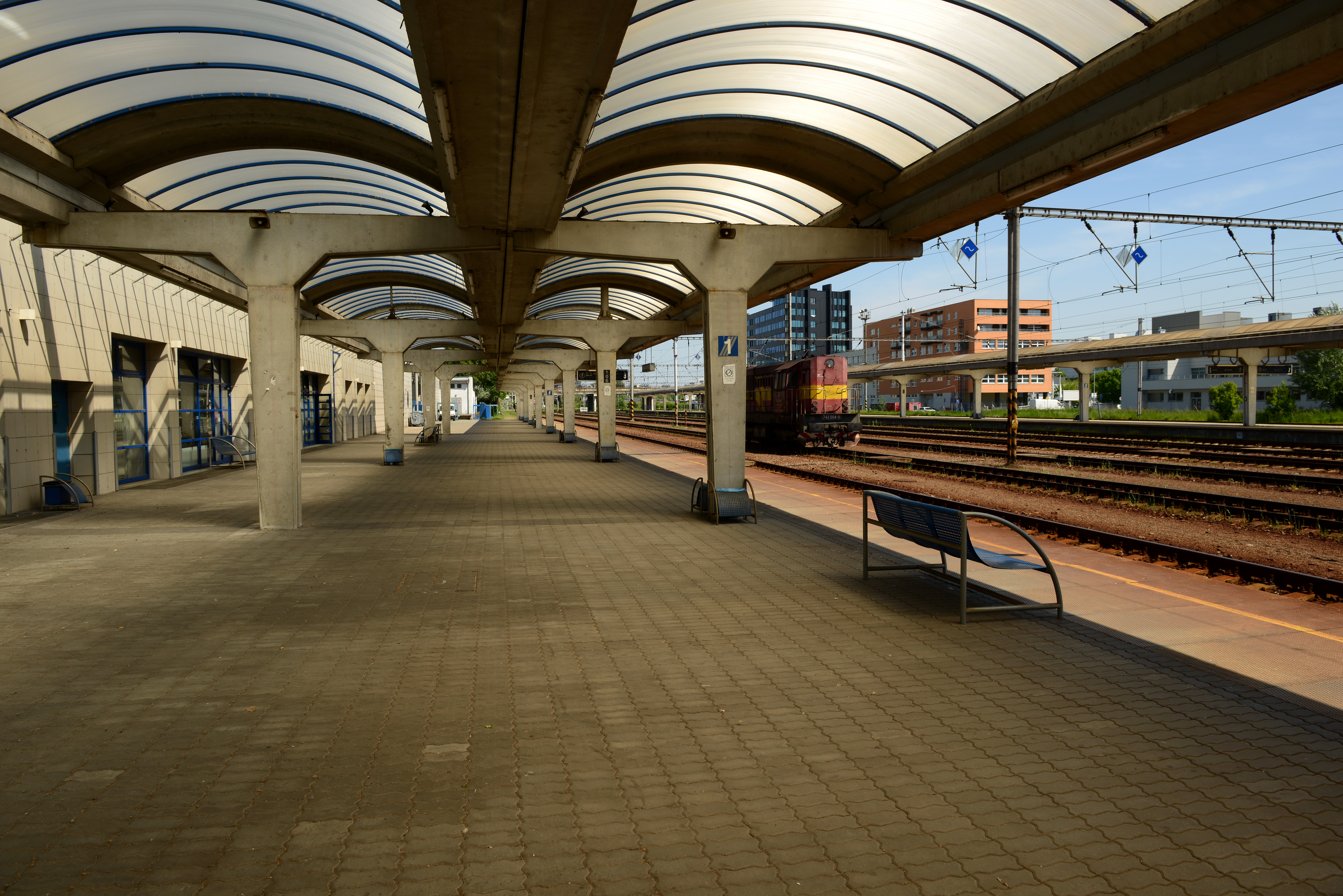

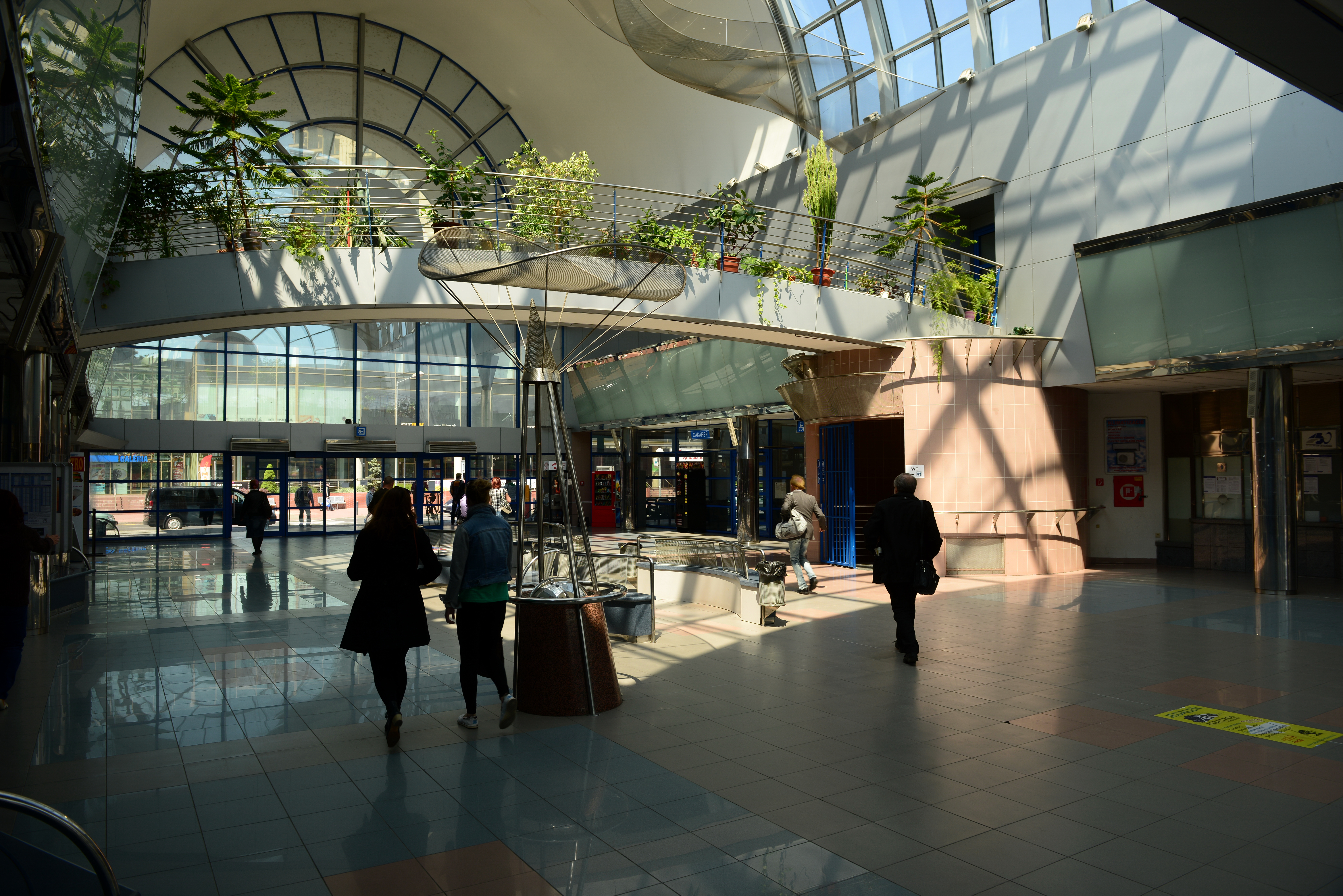

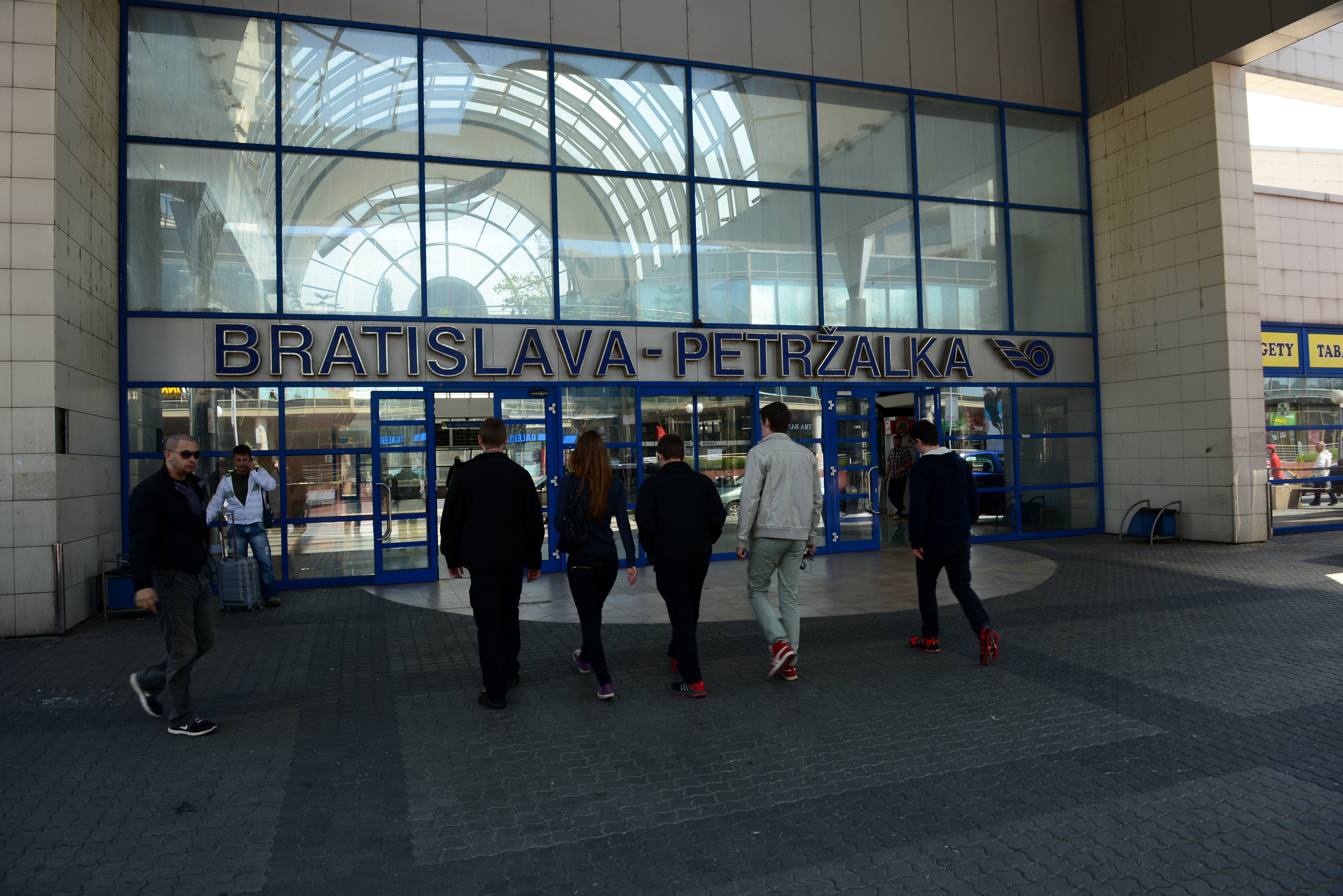

Bratislava-Petržalka – stacja kolejowa w Bratysławie, w dzielnicy Petržalka, na Słowacji. Stacja ma 2 perony.